# FX Productions
FX Productions (FXP) é uma empresa de televisão e produção interna americana de propriedade da FX Networks, uma divisão da unidade Walt Disney Television da The Walt Disney Company.  O estúdio atualmente produz séries para FX, FXX e FX on Hulu, bem como TBS (Miracle Workers). No passado, eles também fizeram séries para Amazon Prime Video (One Mississippi) e Fox (The Cool Kids), mas eles pararam de fazer isso e continuaram focando nos canais FX.

## História
A FX Productions foi formada em agosto de 2007 para ter participações na programação FX. Eric Schrier incluiu o vice-presidente sênior da FX Productions no cargo de vice-presidente sênior de programação original responsável pelas séries atuais e programação alternativa.
Em julho de 2014, o Fox Networks Group e a DNA Films formaram a joint venture DNA TV Limited. O Fox Networks Group teria os primeiros direitos globais com opções de co-financiamento para os programas da joint venture. A DNA TV seria administrada pela gerência da DNA Films com Eric Schrier, presidente de Programação Original da FX Networks e FX Productions, responsável pelo interesse da joint venture da Fox.
Paul Simms assinou um contrato geral de produção de televisão com a FXP em outubro de 2017.
Em novembro de 2019, foi anunciado que uma série de novas séries originalmente encomendadas para FX produzida pela FX Productions antes da fusão com a Disney seriam transportadas para o Hulu como parte da mudança de presença de streaming da FX para a maioria da biblioteca da rede ainda não sob contrato com outro provedor de streaming. A série permanecerá sob a alçada da FX Productions e será comercializada sob uma nova submarca do Hulu, "FX on Hulu". Está planejado para o final de 2021 que um terço da entrada da série original do Hulu será produzida pela FX Productions. Mais recentemente, Debra Moore Munoz fechou um acordo com a FX Productions.